# Ying Yang Twins
Ying Yang Twins är en amerikansk crunkrap-grupp grundad 1997, bestående av Kaine (född som Eric Jackson 16 december 1978) och D-Roc (född som D'Angelo Holmes 16 februari 1979).

## Diskografi

### Album
- Thug Walkin' (2000)
- Alley: The Return of the Ying Yang Twins (2002)
- Me & My Brother (2003)
- My Brother & Me (Remixalbum) (2004)
- U.S.A. (United State of Atlanta) (2005)
- U.S.A. Still United (Remixalbum) (2005)
- Chemically Imbalanced (2006)
- TBA (2009)

#### Mixtapes
- The Official Work (2008)

### Singlar
| År   | Titel                                                     | Listplaceringar | Listplaceringar | Listplaceringar | Listplaceringar | Album                            |
| År   | Titel                                                     | US 100          | US R&B          | US Rap          | UK Singles      | Album                            |
| ---- | --------------------------------------------------------- | --------------- | --------------- | --------------- | --------------- | -------------------------------- |
| 2000 | "Whistle While You Twurk"                                 | 24              | 16              | 1               | -               | Thug Walkin'                     |
| 2002 | "Say I Yi Yi"                                             | 36              | 2               | 2               | -               | Alley: Return of The YYT         |
| 2003 | "Naggin'"                                                 | 87              | 3               | 2               | -               | Me & My Brother                  |
| 2004 | "Salt Shaker" (featuring Lil Jon & The East Side Boyz)    | 9               | 2               | 2               | -               | Me & My Brother                  |
| 2004 | "Whats Happnin!" (featuring Trick Daddy)                  | 30              | 9               | 24              | -               | Me & My Brother                  |
| 2004 | "Take Ya Clothes Off" (featuring BoneCrusher)             | -               | -               | -               | -               | Me & My Brother                  |
| 2004 | "Halftime" (featuring Homebwoi)                           | -               | -               | -               | -               | Me & My Brother                  |
| 2005 | "Fine" (Jacki-O featuring Ying Yang Twins)                | -               | -               | -               | -               | Poe Little Rich Girl             |
| 2005 | "In da Club" (Yonnie featuring Ying Yang Twins)           | -               | -               | -               | -               | My Brother & Me                  |
| 2005 | "Wait (The Whisper Song)"                                 | 15              | 3               | 2               | 47              | U.S.A. (United State of Atlanta) |
| 2005 | "Badd" (featuring Mike Jones & Mr. Collipark)             | 29              | 6               | 6               | -               | U.S.A. (United State of Atlanta) |
| 2005 | "Shake" (featuring Pitbull)                               | 41              | 37              | 12              | 49              | U.S.A. (United State of Atlanta) |
| 2005 | "Bedroom Boom" (featuring Avant)                          | -               | 50              | -               | -               | U.S.A. (United State of Atlanta) |
| 2006 | "Ms. New Booty" (Bubba Sparxxx featuring Ying Yang Twins) | 7               | 7               | 5               | -               | The Charm/U.S.A. (Still United)  |
| 2006 | "Git It" (Bun B featuring Ying Yang Twins)                | 101             | 109             | 22              | -               | Trill/U.S.A. (Still United)      |
| 2006 | "Dangerous" (featuring Wyclef Jean)                       | 85              | 84              | -               | -               | Chemically Imbalanced            |
| 2006 | "Jigglin"                                                 | -               | -               | -               | -               | Chemically Imbalanced            |
| 2006 | "1st Booty on Duty"                                       | -               | -               | -               | -               | Chemically Imbalanced            |